# Nycerella melanopygia
Nycerella melanopygia là một loài nhện trong họ Salticidae.
Loài này thuộc chi Nycerella. Nycerella melanopygia được María Elena Galiano miêu tả năm 1982.